# Afghanistan ai Giochi della XXVIII Olimpiade
L'Afghanistan partecipò ai Giochi della XXVIII Olimpiade, svoltisi ad Atene, Grecia, dal 13 al 29 agosto 2004, con una delegazione di cinque atleti impegnati in quattro discipline.

## Risultati

### Atletica leggera
| Q | Qualificato al turno successivo per la Classifica in qualificazione                                                          |
| q | Qualificato per il turno successivo per ripescaggio o, negli eventi su campo, conquistando la misura minima per qualificarsi |

Maschile
Eventi su pista e strada
| Atleta        | Evento      | Batteria  | Batteria   | Quarti di finale | Quarti di finale | Semifinale      | Semifinale      | Finale          | Finale          |
| Atleta        | Evento      | Risultato | Classifica | Risultato        | Classifica       | Risultato       | Classifica      | Risultato       | Classifica      |
| ------------- | ----------- | --------- | ---------- | ---------------- | ---------------- | --------------- | --------------- | --------------- | --------------- |
| Massoud Azizi | 100 m piani | 11"66     | 8º         | non qualificato  | non qualificato  | non qualificato | non qualificato | non qualificato | non qualificato |

Femminile
Eventi su pista e strada
| Atleta          | Evento      | Batteria  | Batteria   | Quarti di finale | Quarti di finale | Semifinale      | Semifinale      | Finale          | Finale          |
| Atleta          | Evento      | Risultato | Classifica | Risultato        | Classifica       | Risultato       | Classifica      | Risultato       | Classifica      |
| --------------- | ----------- | --------- | ---------- | ---------------- | ---------------- | --------------- | --------------- | --------------- | --------------- |
| Robina Muqimyar | 100 m piani | 14"14     | 7ª         | non qualificata  | non qualificata  | non qualificata | non qualificata | non qualificata | non qualificata |

### Judo
Femminile
| Atleta        | Evento | 16-esimi                 | Ottavi               | Quarti               | Semifinali           | Ripescaggio          | Finale / FB          | Pos.            |
| Atleta        | Evento | Avversario Punteggio     | Avversario Punteggio | Avversario Punteggio | Avversario Punteggio | Avversario Punteggio | Avversario Punteggio | Pos.            |
| ------------- | ------ | ------------------------ | -------------------- | -------------------- | -------------------- | -------------------- | -------------------- | --------------- |
| Friba Razayee | -70 kg | Blanco (ESP) P 0000–1000 | non qualificata      | non qualificata      | non qualificata      | non qualificata      | non qualificata      | non qualificata |

### Lotta

#### Libera
Maschile
| Atleta               | Evento | Fase a gironi          | Fase a gironi          | Fase a gironi | Fase a gironi        | Quarti di finale     | Semifinale           | Finale / FB | Finale / FB |
| Atleta               | Evento | Avversario Risultato   | Avversario Risultato   | Pos.          | Avversario Risultato | Avversario Risultato | Avversario Risultato | Pos.        |             |
| -------------------- | ------ | ---------------------- | ---------------------- | ------------- | -------------------- | -------------------- | -------------------- | ----------- | ----------- |
| Bashir Ahmad Rahmati | −55 kg | Mazurov (UZB) P 0–4 ST | Batirov (RUS) P 0–4 ST | 3º            | non qualificato      | non qualificato      | non qualificato      | 22º         |             |

### Pugilato
Maschile
| Atleta            | Evento      | 16-esimi             | Ottavi               | Quarti               | Semifinali           | Finale               | Pos.            |
| Atleta            | Evento      | Avversario Punteggio | Avversario Punteggio | Avversario Punteggio | Avversario Punteggio | Avversario Punteggio | Pos.            |
| ----------------- | ----------- | -------------------- | -------------------- | -------------------- | -------------------- | -------------------- | --------------- |
| Basharmal Sultani | Pesi welter | Hikal (EGY) P 12–40  | non qualificato      | non qualificato      | non qualificato      | non qualificato      | non qualificato |